# Sendim (Felgueiras)
Pour les articles homonymes, voir Sendim.
Sendim est une freguesia (« paroisse civile ») du Portugal, rattachée au concelho (« municipalité ») de Felgueiras et située dans le district de Porto et la région Nord.

## Organes de la paroisse
- L'assemblée de paroisse est présidée par Fernando de Jesus Reis Cruz (groupe "PPD/PSD").
- Le conseil de paroisse est présidé par José Martins de Melo (groupe "PPD/PSD").